# Gisbert Schairt
Gisbert Schairt (Zaltbommel, 1370/1375 – Xanten, 1452) was een Gelderse bouwmeester. Hij is vooral bekend als bouwmeester van de Victordom in Xanten en de Stevenskerk in Nijmegen.

## Levensloop
Het is niet bekend wanneer Gisbert is geboren. Hij was eind 14e eeuw bouwmeester bij werkzaamheden aan het kasteel in Grave, wat het aannemelijk maakt dat hij toen tussen de 25 en 30 jaar oud was. Dat plaatst zijn geboorte ergens in de jaren 1370-1375. Zijn geboorteplaats was waarschijnlijk Zaltbommel, gezien de latere toevoeging ‘Van Bommel’ bij zijn achternaam.
Gisbert was de zoon van een steenhouwer. Tussen 1390 en 1400 werkte hij als leerling van zijn vader. Ze waren in die periode betrokken bij de werkzaamheden aan de stadsmuren van Kranenburg en de kerk van Kleef.
In 1406 kreeg Gisbert een aanstelling als bouwmeester van de Victordom in Xanten. Dit was geen vaste aanstelling, wat hem de mogelijkheid bood om ook in andere steden aan de slag te gaan op het moment dat het werk in Xanten stil lag. Zo was hij vanaf 1406 ook als bouwmeester betrokken bij de Petrus en Pauluskerk in Kranenburg en vanaf 1420 bij de Stevenskerk in Nijmegen. Zijn aanstelling bij de Victordom duurde tot 1437.
Hij heeft vrijwel zeker de ontwerpen gemaakt van de Sint-Christoffelkerk te Roermond, de Sint-Maartenskerk in Doesburg (1435) en de Sint-Maartenskerk in Zaltbommel (1435-1440). Verder heeft hij mogelijk de toren van de Tielse Sint-Maartenskerk ontworpen.
Bij verbouwingen aan het kasteel van Geldern trad Gisbert op als bouwmeester, alhoewel hij de dagelijkse leiding bij meester Gerit neerlegde. Het verhaal gaat dat Gisbert in augustus 1442 in Geldern aanwezig was omdat hertog Arnold de voortgang kwam inspecteren, maar de hertog kwam niet opdagen vanwege een pestuitbraak.
Tevens trad Gisbert op als adviseur bij bouwprojecten, zoals in 1438 bij de stadsmuren en poorten van Kalkar. Ook bij de Arnhemse Sabelspoort en de Schwanenturm in Kleef was Gisbert als adviseur betrokken.
Naast zijn werk als bouwmeester was Gisbert ook tweemaal schepen in Xanten.
Gisbert was getrouwd met Hilla Kye, met wie hij vier dochters kreeg. Vermoedelijk was hij een rijk man, want in 1425 leende hij geld aan Nijmegen om de Stevenskerk te kunnen bouwen. In Xanten bezat hij met zijn vrouw tevens een eigen woning aan de Markt en in 1447 breidde hij dit bezit nog verder uit. Ook had Gisbert grondbezit in Haffen-Mehr.
Hij overleed op hoge leeftijd, tussen de 70 en 80 jaar oud, vermoedelijk in Xanten.

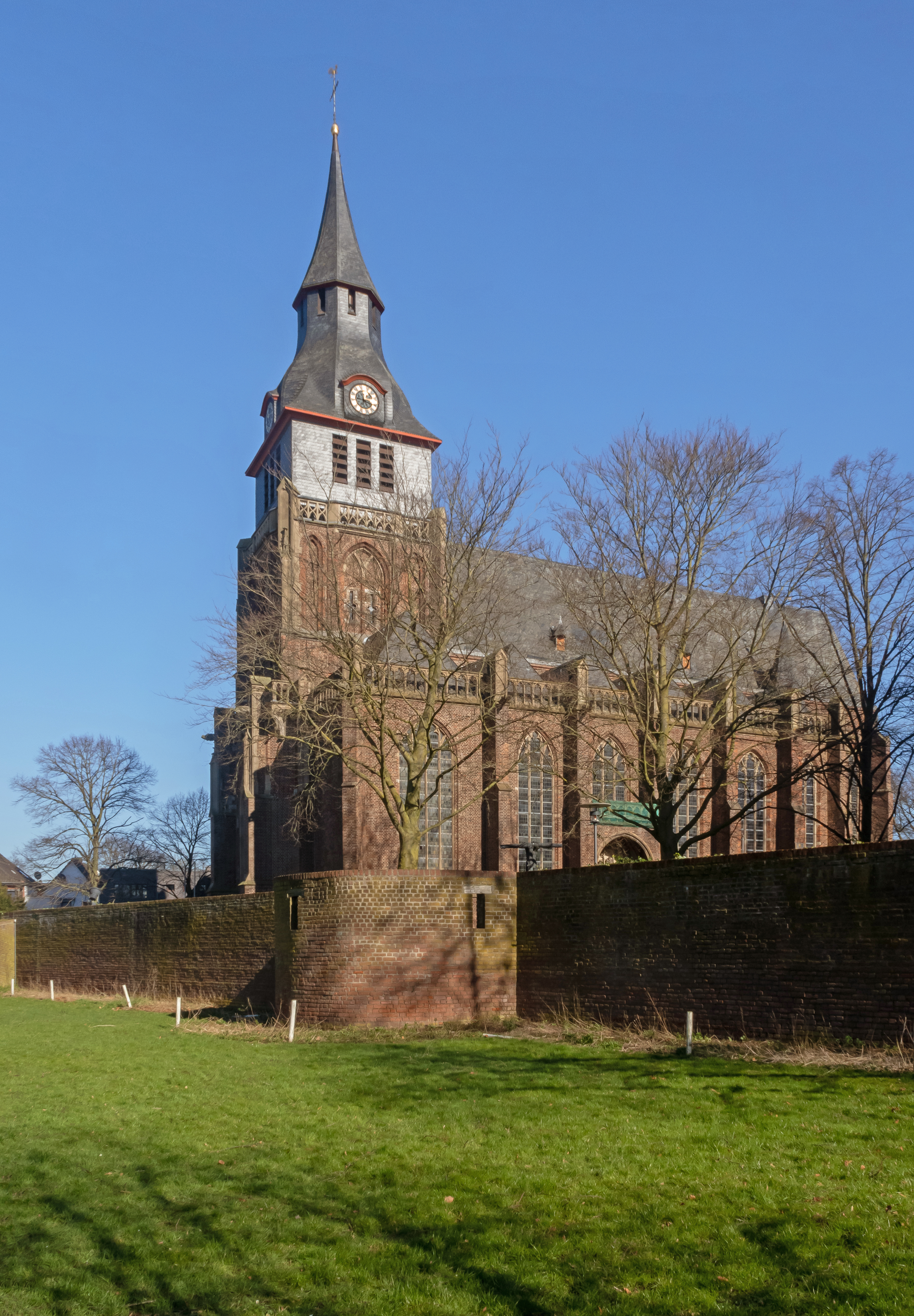
De door Schairt ontworpen pseudobasiliek Petrus en Pauluskerk in Kranenburg

## Bouwstijl en invloed
Gisbert werkte in een periode waarin de steden groeiden en machtiger werden. Zij wilden de vaak bescheiden parochiekerken uitbouwen om ze zo geschikt te maken voor de toegenomen stadsbevolking; tevens kon een grote, imposante kerk dienen als statussymbool. Om de vaak lange bouwtijd van een kerk te verkorten werd gekozen voor een eenvoudiger architectuur en bouwwijze, met minder natuurstenen versieringen. Ook werd steeds vaker de baksteen toegepast.
De werkwijze van Gisbert paste goed in deze wensen en ontwikkelingen en zou hem veel succes brengen. Als basis gebruikte hij de Nederrijnse gotiek. Door de vormen van onderdelen als bogen en decoraties verder te vereenvoudigen, hoefden deze niet langer in dure bouwloodsen naast de kerk te worden gemaakt, maar konden ze – waarschijnlijk met behulp van mallen – alvast in de steengroeves worden voorbereid. Gisbert ontwikkelde een eigen bouwtype, geïnspireerd op de Victordom in Xanten, dat navolging zou vinden in het gehele Nederrijnse gebied. Zo kan ook de Eusebiuskerk in Arnhem worden beschouwd als een voorbeeld van Gisberts invloed op de architectuur in Gelre.
Een mogelijke leerling van Gisbert was Bernt von Covelens. Ze hebben waarschijnlijk samengewerkt in Kranenburg, waar Covelens als ondermeester diende bij Gisbert.